# Coonskin
Coonskin oder auch Street Fight oder Bustin’ Out ist ein Animationsfilm von Ralph Bakshi aus dem Jahre 1975. Der Film basiert auf den Onkel-Remus-Geschichten von Joel Chandler Harris und ist gleichzeitig auch eine Blaxploitation-Interpretation von Disneys Song of the South.

## Handlung
Ein Prediger wird während seiner Predigt von zwei Kindern unterbrochen. Er und die Kinder gehen zum Haus eines gewissen Sampson. Sampson und der Prediger fahren zum Gefängnis.
Währenddessen versuchen zwei Schwarze aus ebendiesem Gefängnis zu fliehen. An einer Mauer warten sie auf Sampson. Der Ältere erzählt dem Anderen eine Geschichte von drei Typen, die vom selben Schlag waren, nämlich Bruder Hase, Bruder Bär und Prediger Fuchs. Die drei vergnügten sich gerade in einem ländlich gelegenen Bordell, als dort der Sheriff und sein Deputy den Abend mit einem Puffbesuch beenden wollen. Als sie vom Hasen jedoch an die Tochter des Sheriffs verwiesen werden, eskaliert die Situation: Der Deputy wird erschossen und sein Chef erstochen. Die drei flüchten in einem Auto. Sie beschließen, nach Harlem, New York, zu fahren, dem besten Schlupfwinkel für Schwarze. Sie gehen in einen Klub, wo eine Sekte ihr Zuhause hat, die zur Revolution der Schwarzen aufruft. Bruder Hase bringt die Menschenmenge dazu, sich gegen den Erlöser aufzulehnen, indem sie ihm kein Geld mehr spenden. Die drei vertreiben sich die weitere Nacht im Nachtclub des Erlösers, wo seine Leute versuchen, sie umzubringen. Bruder Hase und Bruder Bär können den Erlöser jedoch töten. Jetzt übernimmt Bruder Hase die Leitung der Bande des Predigers. Er hat in Harlem jedoch noch zwei Probleme: einen korrupten Polizisten und die Mafia. 
Der Polizist Mannigan nimmt von den Bordellen und Kasinos in Harlem Schutzgeld. Als er jedoch mehrmals kein Geld bekommt, weil der Hase schon kassiert hat, fährt er zum Club des Hasen, den Hasenbau. Dort trifft er nicht auf den Hasen, sondern ihm wird ein Getränk angeboten. Während er begeistert einer Stripperin zusieht, wird ihm ein Zuckerwürfel aus LSD ins Getränk getan. Während er auf einem Trip ist, wird er geschminkt, so dass er aussieht, als sei er ein Schwarzer. Danach wird er in ein Frauenkleid gesteckt. Er beginnt, im Hof um sich zu schießen. Er wird von der eintreffenden Polizei erschossen. Nachdem  Mannigan tot ist, sieht sich die Mafia bedroht und beschließt, den Hasen umzubringen. Das soll einer der Söhne des Paten tun, Sonny. Er verkleidet sich und schießt mit einem Maschinengewehr auf den Hasen. Er trifft aber Bruder Bär, der daraufhin zusammenbricht. Sonny baut einen Autounfall und stirbt.

## Kritik
„In der Kombination von realen und Zeichentrick-Sequenzen entwirft Ralph Bakshi ein von makabrem Humor getragenes, aggressives und polemisches Abbild des sozialen Chaos im Amerika der 60er und 70er Jahre.“